# L'Aspirant Panine
Pour plus de détails, voir Fiche technique et Distribution.
L'Aspirant Panine (Мичман Панин, Michman Panin) est un film soviétique réalisé par Mikhail Schweitzer, sorti en 1960,.

## Synopsis
En mai 1912, dans la forteresse militaire de Cronstadt treize révolutionnaires bolcheviques clandestins sont jugés et condamnés à mort par pendaison. Leurs camarades restés en liberté décident de les aider à éviter la potence. Un plan est élaboré selon lequel les prisonniers seront sauvés pendant leur transport vers le lieu d'exécution.
Les fugitifs qui prirent la mer sur une goélette de pêche après leur évasion furent secrètement embarqués à bord du croiseur "Elizabeth" en partance pour la France. Là, le cadet de l'école d'ingénierie navale Vassili Panine aidé de plusieurs membres de l'équipage, va cacher leur présence à ses supérieurs.

## Fiche technique
- Titre original : Мичман Панин (Michman Panin)
- Titre français : L'Aspirant Panine
- Réalisation : Mikhail Schweitzer
- Scénario : Semion Lounguine, Ilia Noussinov
- Photographie : Timofeï Lebechev
- Musique : Veniamine Basner
- Décors : Lev Miltchine, Irina Schroeter
- Montage : Klavdiya Aleyeva
- Son : Sergueï Minervine
- Format : noir et blanc - mono
- Production : Mosfilm
- Durée : 96 minutes
- Langue : russe
- Pays : URSS
- Sortie : 25 mai 1960

## Distribution
- Viatcheslav Tikhonov : Vassili Panine
- Nikolaï Sergueïev : capitaine Nikolaï Sergueïev
- Nikita Podgorny : Védernikov
- Leonid Kouravliov : Piotr Kamushkin, chauffeur
- Ivan Pereverzev : Ivan Grigoriev, bosco
- Lidia Smirnova :  épouse de Grigoriev
- Lev Poliakov : officier Gruzinov
- Oleg Goloubitski : officier Stanislav Pekarski
- Leonid Kmit : sous-officier Savichev
- Vladimir Pokrovski : officier supérieur Farafontev
- Nikolaï Pajitnov : médecin du navire
- Grigori Spiegel : père Feoktist
- Evgueni Teterine : Robert Viren
- Nikolaï Grabbe : marin Risman
- Mikhaïl Glouzski : Ousoltsev
- Larissa Kadotchnikova : Joséphine